# Fumiko Tōkairin
Fumiko Tōkairin (jap. 東海林 文子, Tōkairin Fumiko; * um 1960) ist eine japanische Badmintonspielerin. 

## Karriere
Fumiko Tōkairin gewann 1979 die Canadian Open. Bei der Weltmeisterschaft 1980 wurde sie Neunte im Einzel. 1981 erkämpfte sie sich bei den World Games sowohl Bronze im Damendoppel mit Sonoe Ōtsuka als auch Bronze im Dameneinzel. Zwei Jahre später war sie bei den japanischen Meisterschaften im Dameneinzel erfolgreich. 1984 siegte sie bei den Swedish Open.

## Sportliche Erfolge
| Saison | Veranstaltung                | Disziplin   | Platz | Name                           |
| ------ | ---------------------------- | ----------- | ----- | ------------------------------ |
| 1979   | Canadian Open                | Dameneinzel | 1     | Fumiko Tōkairin                |
| 1980   | Weltmeisterschaft            | Dameneinzel | 9     | Fumiko Tōkairin                |
| 1981   | World Games                  | Dameneinzel | 3     | Fumiko Tōkairin                |
| 1981   | World Games                  | Damendoppel | 3     | Fumiko Tōkairin / Sonoe Ōtsuka |
| 1983   | Japan: Einzelmeisterschaften | Dameneinzel | 1     | Fumiko Tōkairin                |
| 1984   | Swedish Open                 | Dameneinzel | 1     | Fumiko Tōkairin                |